# RBS-15
RBS-15 (Robotsystem 15) — противокорабельная ракета, разработанная шведской фирмой Saab Bofors Dynamics с участием Diehl BGT Defence. Более поздняя модификация ракеты — Mk3 получила возможность стрельбы по наземным целям.

## История
Разработка RBS-15 была инициирована шведским флотом в начале 1960-х, для замены противокорабельной ракеты Robot 08. Последняя, к тому времени уже воспринималась как морально устаревшая: её запуск с рельсовых открытых направляющих и хранение в ангарах с длительной предстартовой подготовкой, делали Robot 08 явно недостаточно совершенным видом оружия. Близкая по тактико-техническим характеристикам советская противокорабельная ракета П-15 «Термит» имела контейнерное хранение и могла быть запущена без всякой предстартовой подготовки. Кроме того, сложность пускового комплекса Robot 08 препятствовала установке его на небольшие корабли.
Шведский флот, в 1958 году остановивший строительство крупных боевых кораблей, считал, что для условий Балтики гораздо лучше подходят небольшие катера/корветы, чем сравнительно крупные эсминцы. Но Robot 08 явно не подходила для этой цели. Попытка установить её в опытных целях на торпедный катер оказалась неудачной.
В сложившейся ситуации, флот счёл целесообразным разработать полностью новую ракету на базе более ранней Robot 04 воздушного базирования, имевшей более компактную конструкцию и твердотопливный ракетный двигатель, не нуждающийся в предстартовой подготовке. Но дальность этой ракеты была сочтена недостаточной, поэтому шведский флот заказал фирме Saab версию ракеты с турбореактивным двигателем. RB04 «Турбо» была представлена к рассмотрению в 1978 году, но флот счёл её недостаточно эффективной из-за большой высоты полёта на маршевом участке (более 20 метров) и предложил заменить её лицензионным американским «Гарпуном». В попытке отстоять свои позиции, Saab быстро переработал проект, обозначив его как RBS-15, превосходящей по характеристикам американскую ракету, и буквально в последнюю минуту решение было всё-таки принято в пользу шведского образца.
Первые ракеты были представлены на испытания в 1984 году. В 1985, шведский флот заказал ракету для вооружения береговых установок и ракетных катеров, которыми заменил устаревшие эсминцы с Robot 08. Вскоре новой ракетой заинтересовались и ВВС.

## Конструкция
Являясь техническим наследником Robot 04, ракета сохранила аналогичную конструкцию передней части и аэродинамическую схему. Но конструкция крыльев была полностью пересмотрена, исходя из соображений компактности базирования - вместо дельтавидного крыла с стабилизаторами на законцовках, как у Robot 04, RBS-15 получила четыре коротких X-образно расположенных треугольных крыла.
В качестве двигательной установки ракета использует турбовентиляторный двигатель, воздухозаборник которого выведен в нижней части фюзеляжа. Версии ракеты для воздушного запуска отличаются отсутствием пускового ускорителя, состоящего из двух твердотопливных ракетных двигателей, размещающихся под корпусом ракеты. Планировалось также создание версии ракеты с раскрывающимся воздухозаборником, для запуска со специально оснащённых вертикальными пусковыми установками подводных лодок, но по экономическим причинам проект был отменён.

## Модификации

### RBS-15 Mk 1

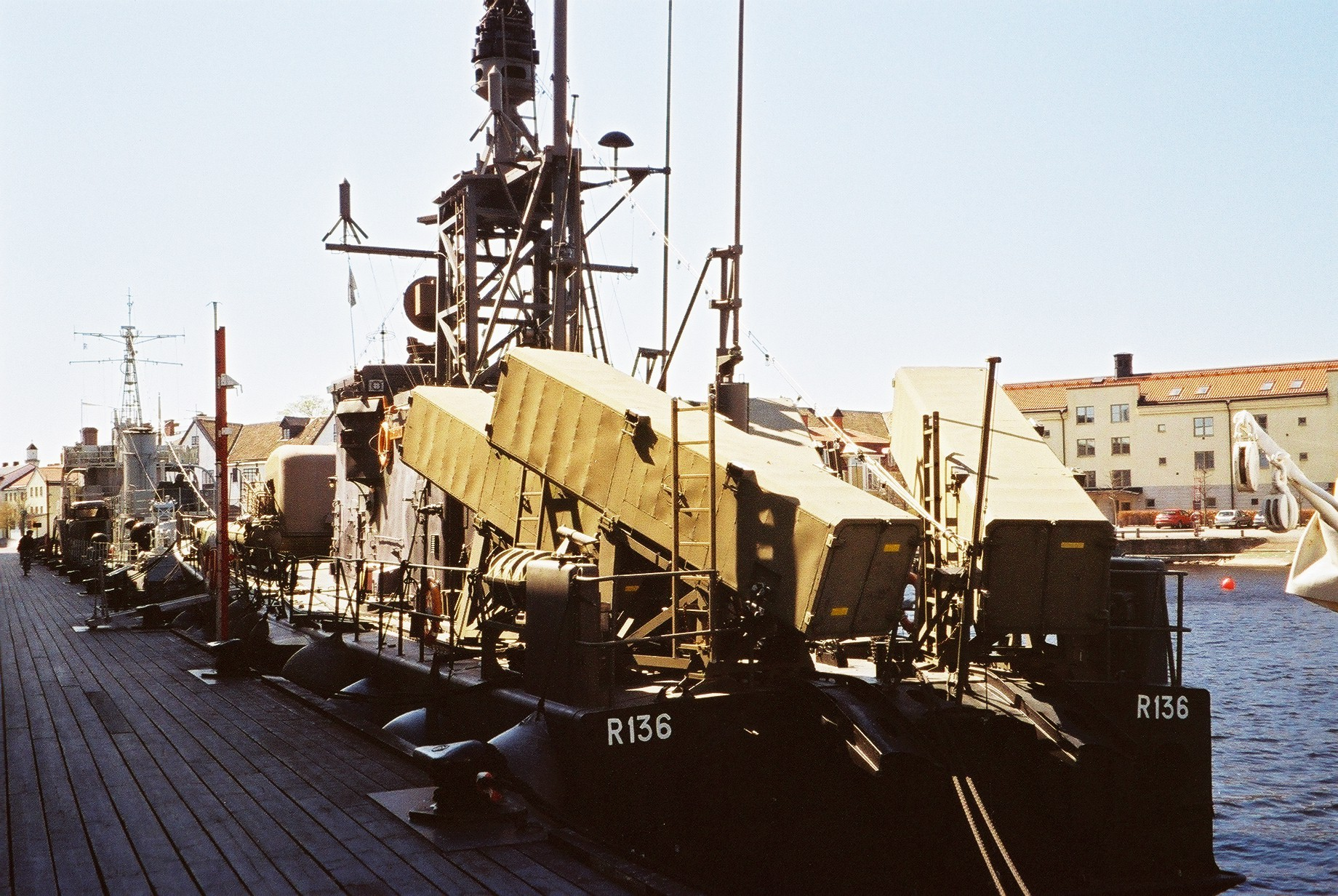
ПУ RBS-15 Mk 1 на шведском ракетном катере HMS Västervik.

Оснащается французским двигателем Microturbo TRI-60, с тягой 3,73 кН (380 кгc). Дальность свыше 70 км.

### RBS-15F

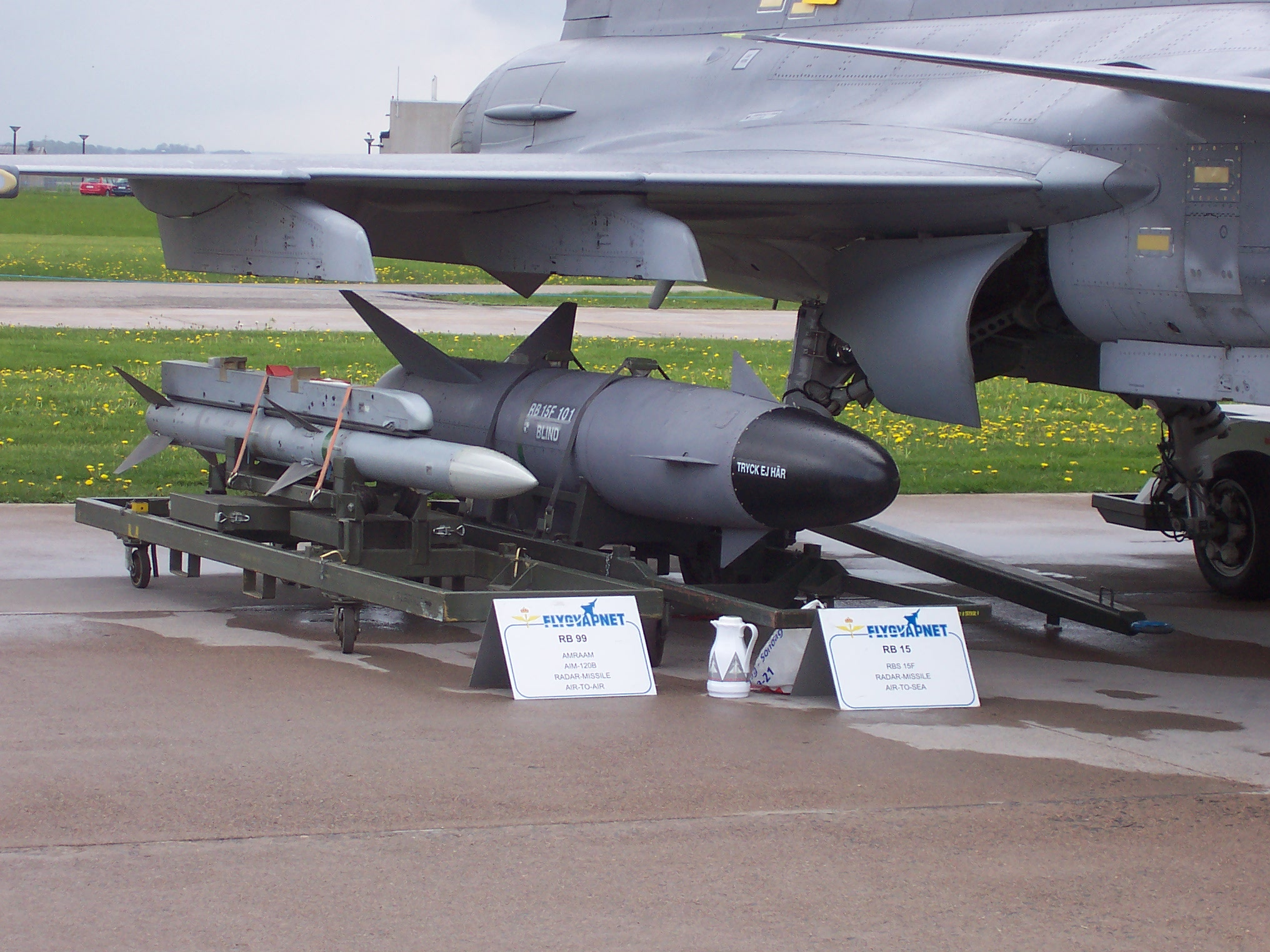
RBS-15F (справа)

Вариант Mk 1, адаптированный под пуск с самолёта. Принят на вооружение в 1989 году.

### RBS-15 Mk 2
Дальность свыше 70 км. Разработана для пуска со всех видов носителей — наземных пусковых установок, самолётов, кораблей.

### RBS-15SF
Модификация RBS-15 Mk 2 для ВС Финляндии. В Финляндии имеет индекс MtO 85 (фин. Meritorjuntaohjus 1985).

### RBS-15 Mk 3
Длина ракеты данной версии составляет 4,35 м, диаметр фюзеляжа - 0,5 м, размах крыльев  - 1,4 м.
Масса ракеты 800 кг, из которых 170 кг приходится на взрывчатку боевой части. Масса пускового контейнера составляет 800 кг.
Ракета оснащена активной радиолокационной головкой самонаведения (ГСН), но может комплектоваться и инфракрасной ГСН. На основном участке траектории предусмотрено инерциальное наведение с коррекцией по сигналам GPS. В зависимости от решаемой задачи могут применяться контактные либо безконтактные взрыватели. Дальность управляемого полета RBS15 Mk3 превышает 200 км.
Возможно использование по наземным целям. В качестве носителей применяются корабли класса корвет, средства береговой обороны и автомобильные платформы. Производство начато в 2004 году. Разработана и производится  шведской компанией SAAB Bofors Dynamіcs совместно с немецкой фирмой Diehl BGT Defence. В качестве недостатка RBS15 Mk3 следует отметить использование сигналов GPS, которые могут быть подавлены активными радиопомехами.

### RBS-15SF-3
Модификация RBS-15 Mk 3 для ВС Финляндии и RBS-15SF модернизированные до стандарта Mk 3. В Финляндии имеет индекс MtO 85M.

### RBS-15 Mk 4

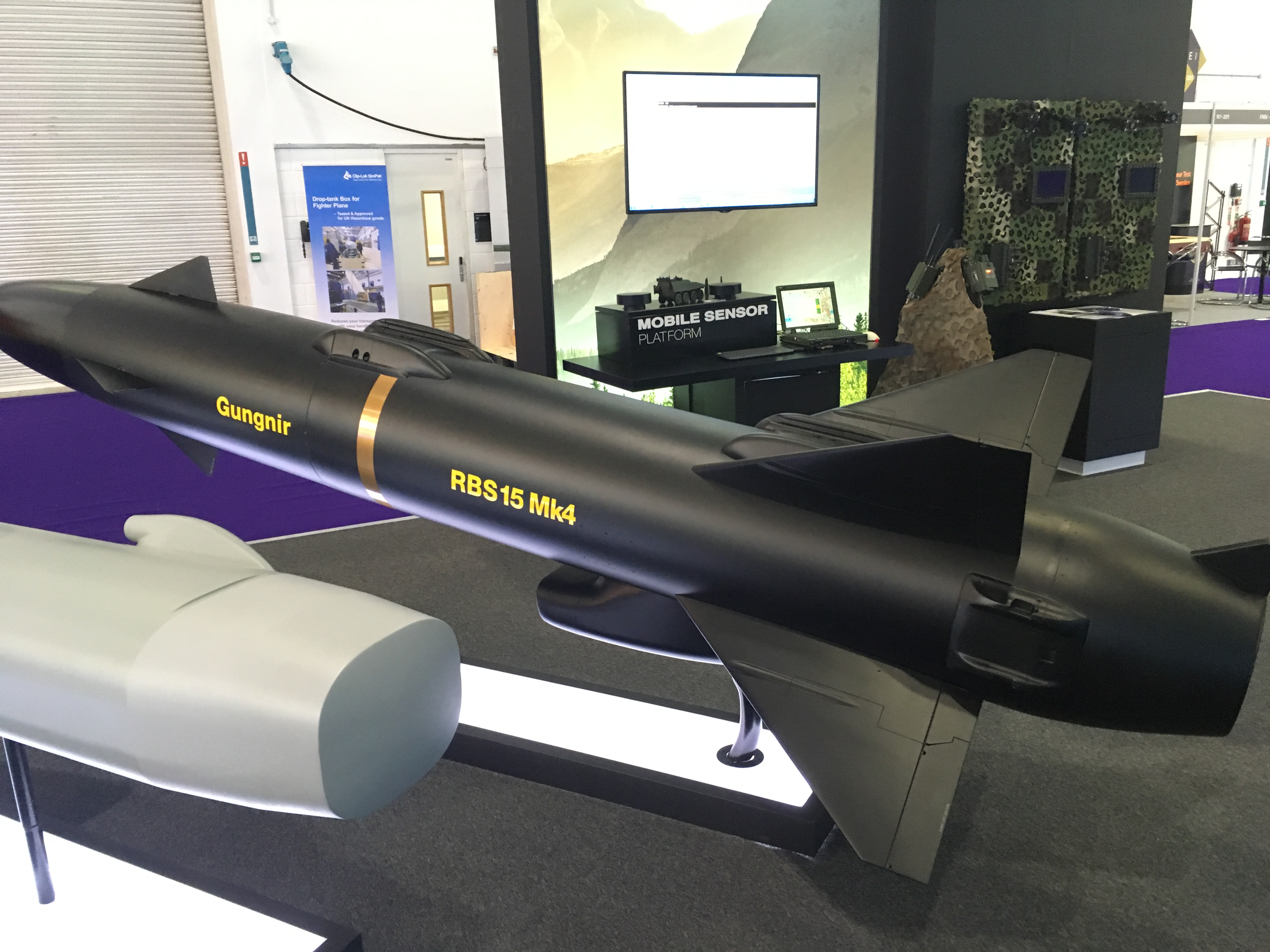
RBS-15 Mk4 на DSEI 2019

Находится в разработке. Включает в себя двухдиапазонную ГСН (АРЛГСН и ИК). Должна применяться как против кораблей, так и наземных целей. При этом боевая часть может меняться в зависимости от выбранной миссии. Планируемая дальность около 1000 км.

## Тактико-технические характеристики
| ТТХ                                      | RBS-15Mk1 RBS-15F        | RBS-15 Mk2               | RBS-15 Mk3        |
| ---------------------------------------- | ------------------------ | ------------------------ | ----------------- |
| Год принятия на вооружение               | 1985                     | 1997                     | 2004              |
| Дальность действия, км                   | 90                       | 100                      | 200               |
| Система наведения                        | ИНС+АРЛГСН               | ИНС+АРЛГСН               | ИНС+GPS+АРЛГСН    |
| Тип двигателя                            | ТРД                      | ТРД                      | ТРД               |
| Скорость полёта, число М                 | 0,8                      | 0,8                      | 0,8               |
| Длина ракеты, мм                         | 4350                     | 4350                     | 4350              |
| Диаметр корпуса ракеты, мм               | 500                      | 500                      | 500               |
| Диаметр со сложенным крылом, мм          | 850                      | 850                      | 850               |
| Размах крыла, мм                         | 1400                     | 1400                     | 1400              |
| Стартовый вес ракеты без ускорителей, кг | 598                      | 620?                     | 630               |
| Стартовый вес ракеты с ускорителями, кг  | 770                      | 790                      | 800               |
| Тип боевой части (масса)                 | полубронебойная (200 кг) | полубронебойная (200 кг) | ОФ с ГПЭ (200 кг) |

## На вооружении
- Хорватия — по состоянию на 2011 год, три батареи противокорабельных ракет RBS-15[5]